# 柳瀬信号所
柳瀬信号所（やなせしんごうじょ）は、東京都東村山市久米川町五丁目（当時は東京都北多摩郡東村山町久米川）に存在した西武鉄道新宿線の信号場。
東村山 - 所沢間に存在し、当初は列車交換、末期には複線区間と単線区間の境界をなしていた。

## 概要
現在の新宿線は、1894年（明治27年）開業の川越線（国分寺 - 東村山 - 本川越間）に、1927年（昭和2年）に村山線（高田馬場 - 東村山間）が接続する形で成立した。この際、村山線区間は全線複線で開業したものの、川越線区間は合わせて複線化されることはなく単線のままで存置された。
しかし都心に接続したために乗客が増えて列車本数の増加が望まれるようになると、単線の川越線区間においても輸送力増強を行う必要が出てきた。このため、旧・西武鉄道では1941年（昭和16年）4月11日に東村山 - 所沢間に交換のための信号所を設置し、この区間の列車本数を増やすことにした。これが当信号所である。信号所名は所沢方面にやや進んだところで渡る柳瀬川の名による。
戦後すぐまでは、純粋に交換所としての機能のみの信号所であった。ところがこの時期から西武鉄道では幹線の複線化工事が計画されるようになり、新宿線系統で東村山 - 所沢間が最初の工事対象となったため、当信号所を境として複線化工事が行われることになった。
複線化工事は東村山側から施工されることになり、まず1950年（昭和25年）4月6日に東村山 - 柳瀬信号所間が複線化され、当信号所は複線区間と単線区間の境をなすことになった。
その後長らく所沢側は単線のままであったが、1958年（昭和33年）12月19日に所沢まで複線化が完了したことにより、運行上必要のなくなった当信号所は廃止となった。

## 歴史
- 1941年（昭和16年）4月11日：西武鉄道（初代）が東村山 - 所沢間の列車増発のため列車交換用として開業。
- 1945年（昭和20年）9月22日：西武鉄道（初代）が武蔵野鉄道に併合され西武農業鉄道が発足。同社所属となる。
- 1946年（昭和21年）11月15日：西武農業鉄道が西武鉄道（2代）に改称。同社所属となる。
- 1950年（昭和25年）4月6日：東村山 - 当信号所間の複線化が完了。複線区間と単線区間の境目となる。
- 1958年（昭和33年）12月19日：当信号所 - 所沢間が複線化され、前後の複線化が全て完了したことにより廃止。

## 廃止後の状況
元々が交換用に設置された信号所であり、そのまま複線化用地に転用されたため、ほとんど何も残っていない。

## 隣の駅
西武鉄道
■新宿線
東村山駅 - 柳瀬信号所 - 所沢駅

## 参考資料
- 鉄道省編『西武鉄道・昭和14-15年』（鉄道省文書）
- 運輸通信省編『西武鉄道・昭和16-18年』（運輸通信省文書）